# Reinoso
Reinoso – gmina w Hiszpanii, w prowincji Burgos, w Kastylii i León, o powierzchni 8,51 km². W 2011 roku gmina liczyła 13 mieszkańców.